# Citroën C3 Picasso
Citroën C3 Picasso — автомобиль класса субкомпактвэн, выпускавшийся подразделением Citroën концерна PSA Peugeot Citroën (ныне — часть концерна Stellantis). Модель собиралась с 2008 по 2017 год для европейского рынка на заводе в городе Трнава, Словакия и с 2010 по 2015 год для рынков Латинской Америки на заводе в городе Порту-Реал, Бразилия. Для латиноамериканских рынков с 2010 по 2020 год также выпускалась внедорожная версия, получившая название C3 Aircross (не путать с моделью 2017 года для европейского рынка).
Модель стала успешной — около 600 тысяч проданных автомобилей, из которых бо́льшая часть — в Европе. C3 Picasso получил в целом положительные отзывы от различных автомобильных изданий, в основном отмечался необычный дизайн и просторный салон. Главным минусом была отмечена эргономика и неудобное расположение водительского кресла. Модель прошла через несколько отзывных кампаний, самой известной стала таковая в мае 2011 года, касавшаяся праворульных автомобилей. Известность она получила благодаря расследованию британской телепрограммы Watchdog.

## История
Разработка C3 Picasso началась ещё в 2004 году. Первая информация о будущей модели появилась в 2007 году, когда C3 Picasso проходил дорожные испытания в камуфляже. Серийное производство модели на заводе в Словакии (город Трнава) началось в начале сентября 2008 года, а в конце месяца прошла официальная презентация модели на Парижском автосалоне.
В августе 2010 года была представлена внедорожная версия для рынков Латинской Америки, получившая имя C3 Aircross. Модель отличается увеличенным на 30 мм спереди и 40 мм сзади клиренсом, который теперь составляет 230—240 мм. Также на автомобиле присутствуют расширители колёсных арок и подножки на дверях, рейлинги на крыше и запасное колесо на багажнике. Производство на заводе в Порту-Реале и продажи модели в Бразилии и Аргентине начались в сентябре 2010 года. В Бразилии цена на модель составляла 53 900 реалов. В мае 2011 года на латиноамериканские рынки вышла и стандартная модель.
В сентябре 2012 года на Парижском автосалоне была представлена рестайлинговая модель. Автомобиль получил светодиодные ходовые огни, был слегка изменён передний бампер и решётка радиатора. Стали доступны два новых цвета кузова: чернильный голубой и перламутровый белый. В салоне появилась новая отделка — Mistral Claudia. Стала доступна навигационная система eMyWay с разъемами USB и AUX, а также модулем Bluetooth. Новые функции также включают самозатемняющееся внутреннее зеркало заднего вида и противотуманные фары. Стал доступен двигатель 1,2 VTi, а  для двигателя 1,6 VTi появилась версия с роботизированной коробкой передач.
В ноябре 2015 года было объявлено о прекращении производства C3 Picasso для рынков Латинской Америки. Одновременно с этим был представлен обновлённый C3 Aircross. Модель получила новый бампер, фары и решётку радиатора. С технической точки зрения изменений не произошло.
Производство модели для европейского рынка завершилось в 2017 году. На смену модели пришёл C3 Aircross, базирующийся на платформе хетчбэка C3. Производство бразильского C3 Aircross продолжалось до ноября 2020 года и было прекращено из-за низкого уровня продаж.

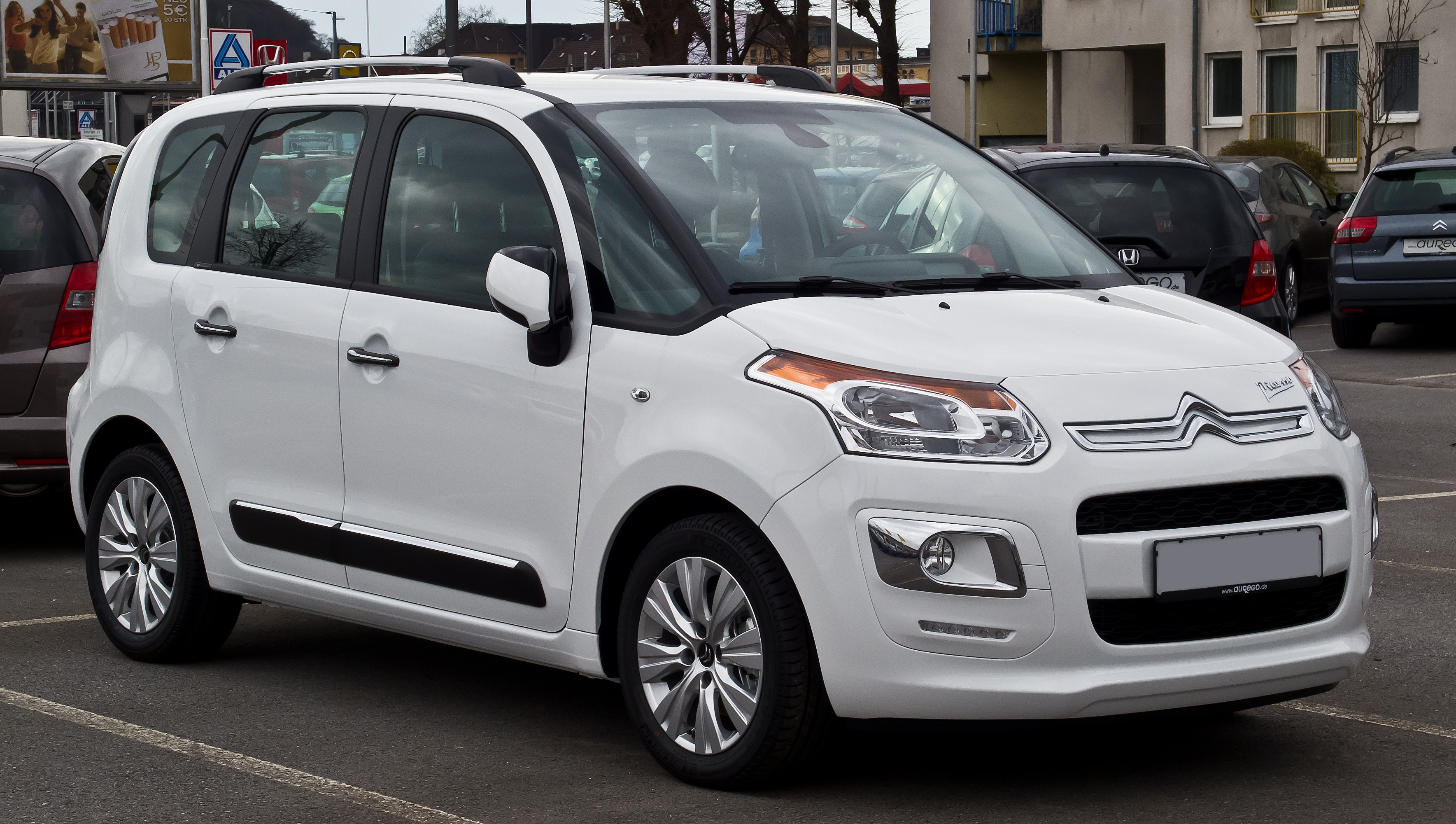
Рестайлинговая модель (2012—2017)
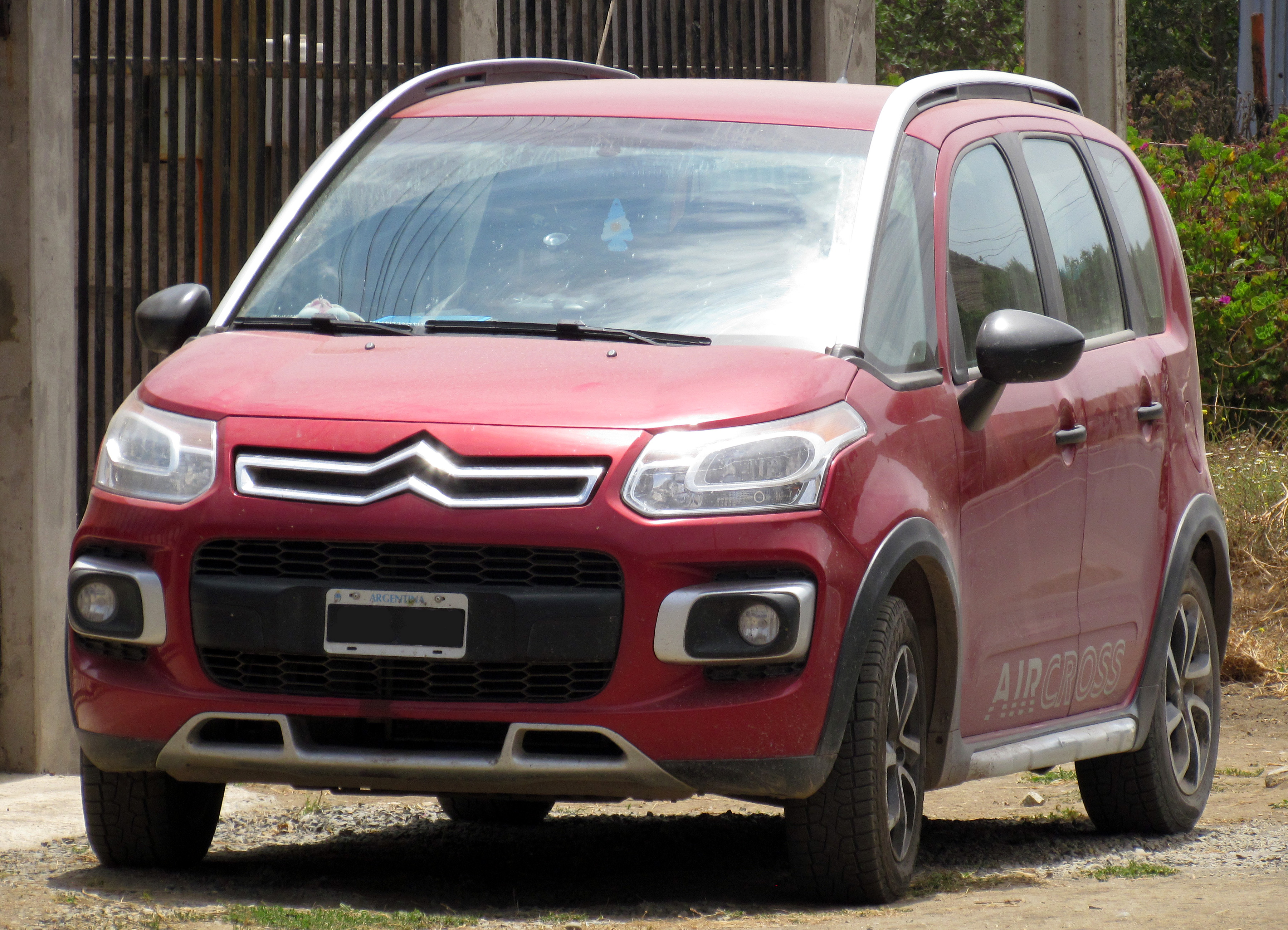
Citroen C3 Aircross (Бразилия)
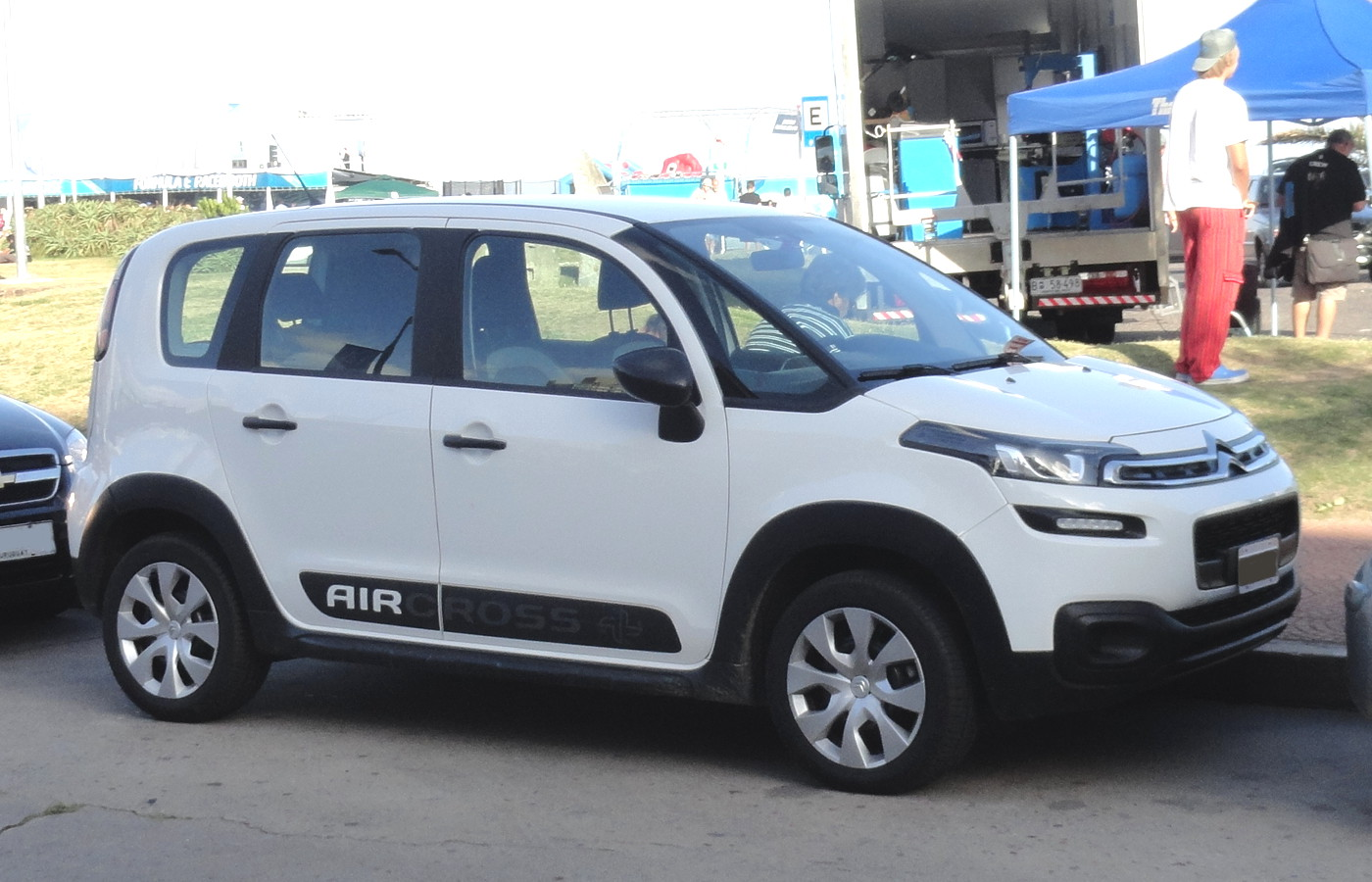
C3 Aircross после рестайлинга

### Специальные версии
В течение выпуска модели выходило несколько разных ограниченных серий модели. Первая, 90th Anniversary, вышла в августе 2009 года и посвящена 90-летию марки Citroën. Эта серия была создана на основе комплектации Exclusive, поэтому в ней присутствует максимальный набор опций. На панели приборов присутствует надпись 90 Years. В Великобританию было импортировано лишь 150 машин, из них только одна была продана частному лицу.
В ноябре 2010 года вышла версия Blackcherry, основанная на модели VTR+. На неё устанавливался дизельный двигатель объёмом 1,6 литра (см. раздел «Технические характеристики»). В январе 2012 года на смену этой версии пришли две другие — Code Red и Code White. Двигатель у этих версий был модернизирован, благодаря чему выбросы CO2 снизились. Бампера покрашены в чёрный цвет. На модель устанавливаются 17-дюймовые диски цвета Polar White (белый) или Cherry Red (красный). В качестве опций были доступны рейлинги на крыше, шторки безопасности, круиз-контроль и ограничитель скорости.
Версия Rossignol выходила дважды: в ноябре 2010 и в ноябре 2011 года. Она создана на базе комплектации Confort и отличается рейлингами на крыше, иными колёсными дисками, запасным колесом на багажнике и панорамной крышей. Модель была доступна в двух цветах: Obsidian Black (чёрный) и Banquise White (белый). В подарок покупателям предлагалась пара лыж Rossignol Bandit S80 с креплениями Axium 120. В 2012 году вышла версия Millenium (кроме C3 Picasso в этой версии вышли C1, C4, C4 Picasso и C5. Она отличается 16-дюймовыми колёсными дисками и системой MyWay, радиосистемой со встроенным Bluetooth и двухзонным автоматическим климат-контролем.
В 2012 году также вышла версия, приуроченная к проходившему тогда чемпионату Европы по футболу — Passion Bleus. Citroën являлся официальным спонсором Федерации футбола Франции. Кроме C3 Picasso в этой версии вышли C1, C3, C4, C4 Picasso и Berlingo Multispace. В январе 2013 года вышла созданная совместно с Samsung и Universal Music Group версия Music Touch. В этой версии с автомобилем в подарок предлагался планшет Samsung Galaxy Tab с объёмом внутренней памяти 16 Гб. Также в этой версии были доступны C4 Picasso, C4 Aircross и Berlingo Multispace.

## Дизайн и конструкция
Общая форма кузова модели напоминает скорее модели класса LCV (например, Citroën Berlingo), чем своих основных конкурентов, которыми на момент запуска являлись Nissan Note, Renault Modus, Ford Fusion и Opel Meriva. Дизайнеры также добавили в модель определённые черты сходства с кроссоверами — длинный капот и клиренс 174 мм. По длине модель получилась короче некоторых конкурентов — 4078 мм (для сравнения, длина Nissan Note первого поколения — 4083 мм). Лобовое стекло заходит далеко на крышу, как и у модели C4 Picasso. Стойки раздвоены к низу, и между ними присутствуют дополнительные окна для лучшего обзора. Несущими являются задние стойки. Задние фонари вынесены на стойки кузова.
Благодаря большому лобовому стеклу и панорамной крыше площадью 4,52 м² салон хорошо  освещён. Как и у многих автомобилей марки, панель приборов находится не перед водителем, а в центре. Из мест хранения доступны перчаточный ящик и пара отсеков в полу заднего ряда, что отличает модель от C4 Picasso, у которого множество различных мест хранения. Центральная консоль скопирована с модели Peugeot 308. На спинках передних сидений закреплены столики с подстаканниками. Наклон заднего дивана можно изменять на 5°, а также двигать его части (поделённые в пропорции 40/60) на 150 мм независимо друг от друга. Багажник имеет объём 385 литров, а со сложенными задними сиденьями достигает 1506 литров.

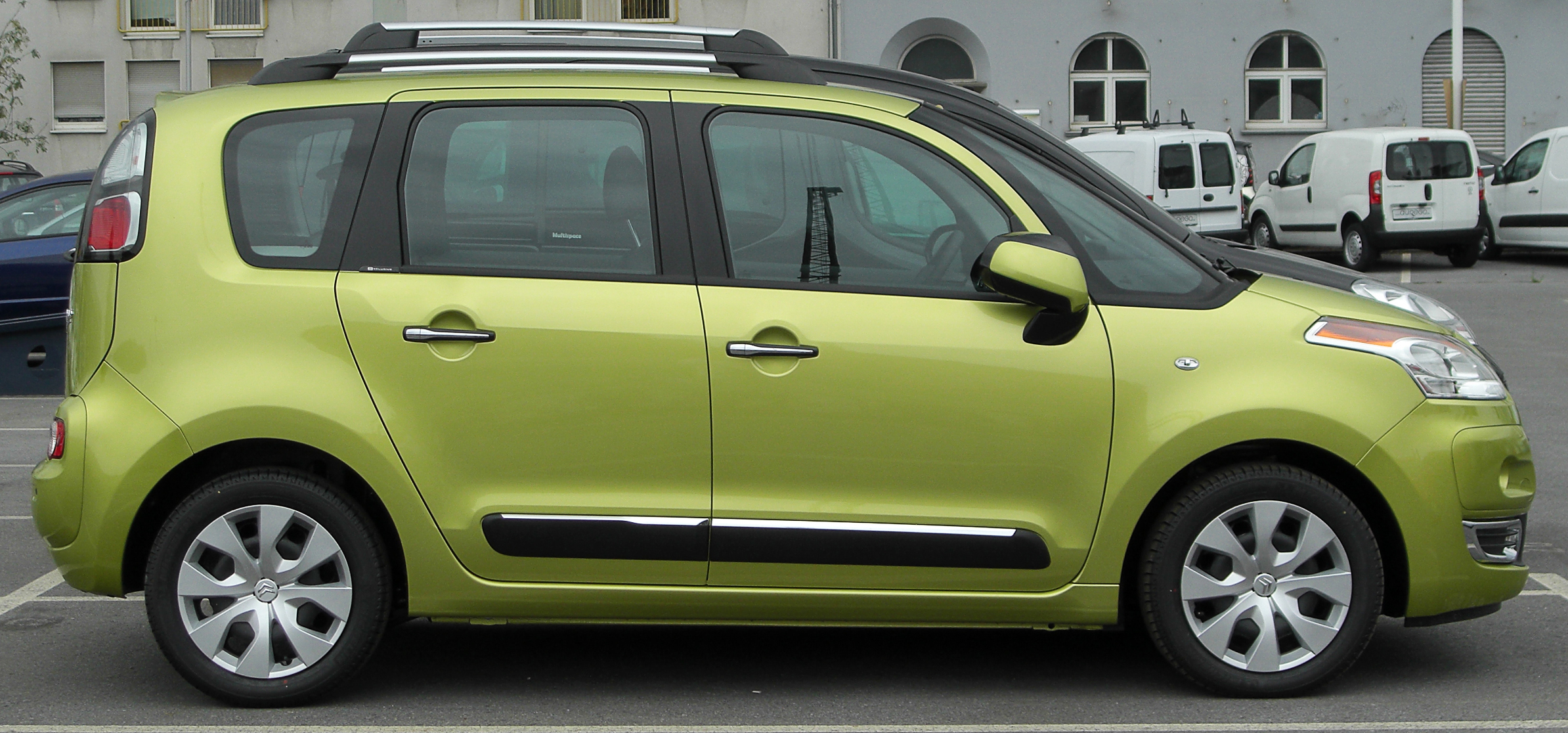
Вид сбоку
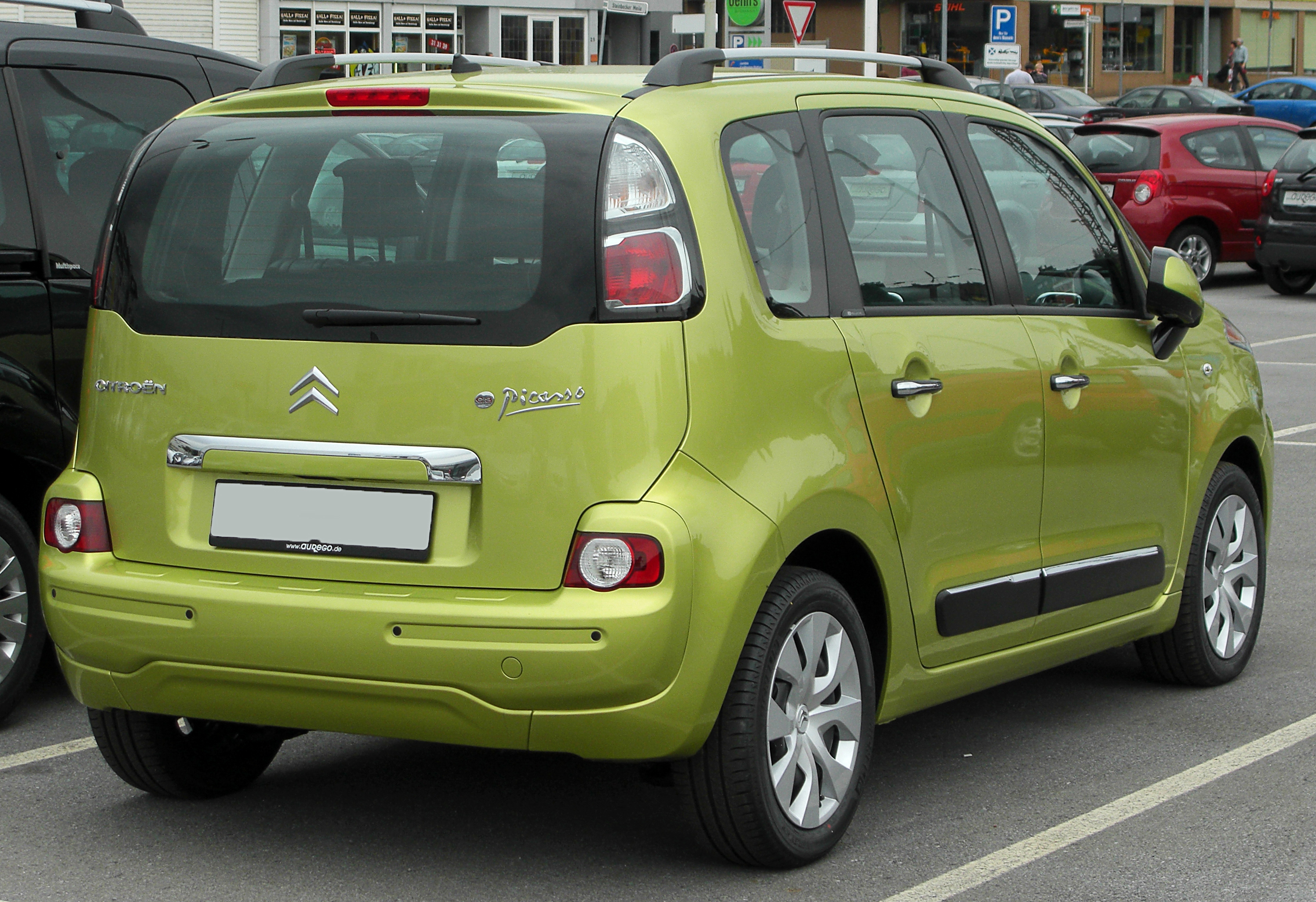
Вид сзади
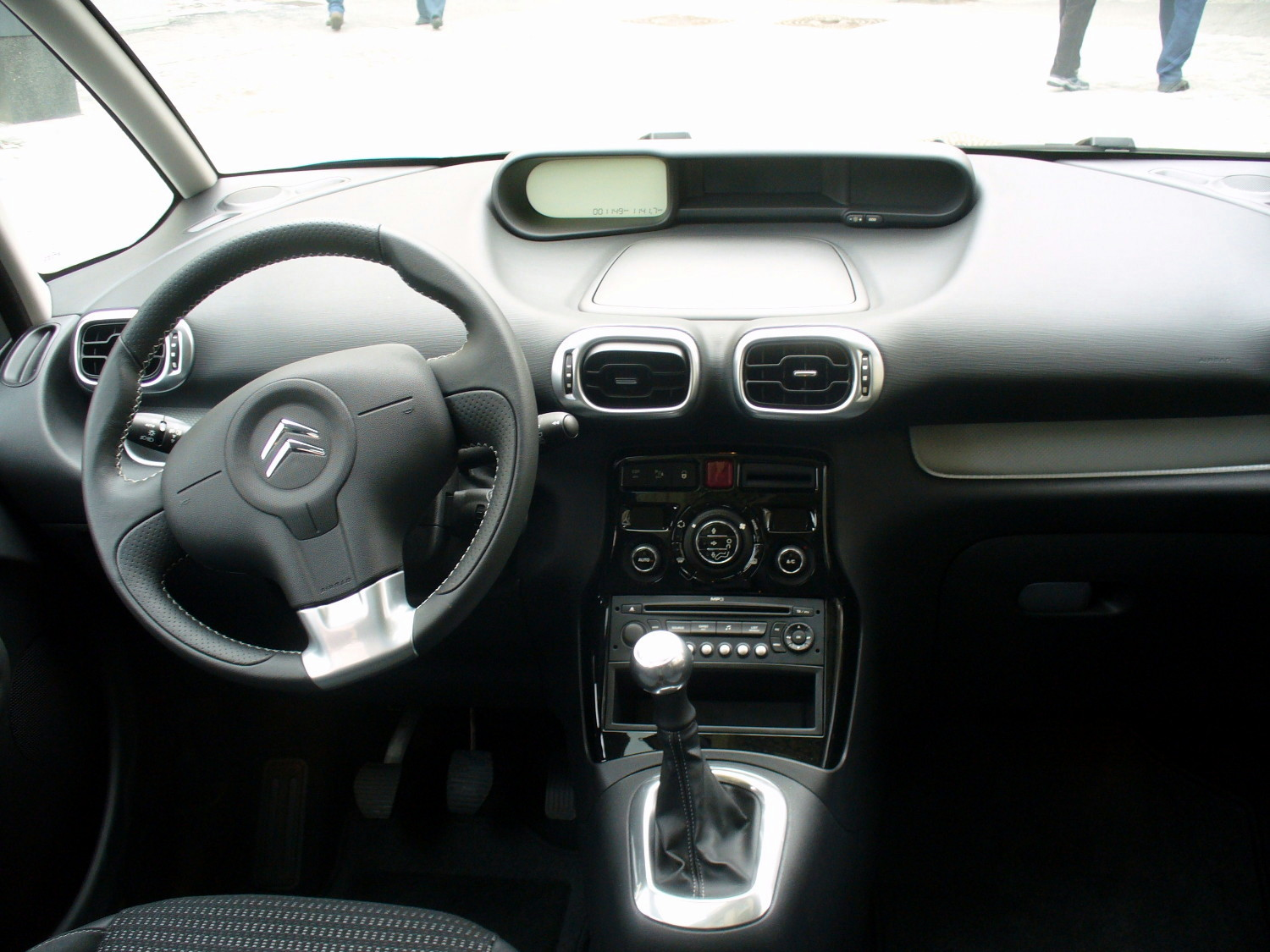
Интерьер

### Технические характеристики
Модель обладает передним приводом. Шасси модели имеет много общего с таковым у Peugeot 207. Передняя подвеска — типа McPherson, задняя — полузависимая, пружинная. Устанавливаемые колёса — 195/60 R15, 195/55 R16 или 205/45 R17. Модель предлагалась с несколькими бензиновыми и несколькими дизельными двигателями на выбор. Гамму бензиновых моторов открывает 1,4-литровый двигатель мощностью 95 л.с (70 кВт) и крутящим моментом 135 Н·м, а завершает 1,6-литровый двигатель мощностью 120 л.с (88 кВт) и крутящим моментом 160 Н·м. Из дизельных двигателей был доступен 1,6-литровый двигатель с турбонаддувом в двух модификациях: мощностью 90 л.с или 110 л.с и крутящим моментом 215 и 240 Н·м, соответственно. Изначально модель была доступна лишь с пятиступенчатой механической коробкой передач, но с 2009 года стала доступна роботизированная. В 2012 году был добавлен пятый двигатель — 1,2-литровый бензиновый мотор мощностью 82 л.с и крутящим моментом 116 Н·м.
| Технические характеристики двигателей | Технические характеристики двигателей | Технические характеристики двигателей | Технические характеристики двигателей |
|                                       | 1.4 VTi 95                            | 1.6 VTi 120                           | 1.6 HDi 110                           |
| ------------------------------------- | ------------------------------------- | ------------------------------------- | ------------------------------------- |
| Время производства                    | с 2009 по 2012                        | с 2009 по 2012                        | с 2009 по 2012                        |
| Тип двигателя                         | R4 бензиновый, 16V                    | R4 бензиновый, 16V                    | R4 дизельный, 16V                     |
| Рабочий объём                         | 1397 см³                              | 1598 см³                              | 1560 см³                              |
| Мощность                              | 70 кВт (95 л. с.) при 6000 мин−1      | 88 кВт (120 л. с.) при 6000 мин−1     | 80 кВт (109 л. с.) при 4000 мин−1     |
| макс. Крутящий момент                 | 136 Н·м при 4000 мин−1                | 160 Н·м при 4250 мин−1                | 245 Н·м при 1750 мин−1                |
| Максимальная скорость                 | 178 км/ч                              | 188 км/ч                              | 183 км/ч                              |
| Разгон, 0-100 км/ч                    | 13,9 с                                | 11,7 с                                | 12,4 с                                |
| Расход топлива (комбинированный)      | 6,8 л                                 | 6,9 л                                 | 4,9 л                                 |
| CO2-выхлоп                            | 157 г/км                              | 159 г/км                              | 130 г/км                              |

## Безопасность
Автомобиль прошёл краш-тест EuroNCAP в 2009 году по новой на тот момент системе оценивания. Согласно отчёту, модель в протестированной комплектации оборудована преднатяжителями ремней безопасности, а также фронтальными подушками безопасности водителя и переднего пассажира. Во фронтальном ударе модель показала себя хорошо. Голова водителя коснулась руля, за что был снят балл. В остальном проблем обнаружено не было. В боковом ударе автомобиль также защитил пассажиров отлично. А вот в ударе об столб грудная клетка манекена получила слишком высокую нагрузку. Защита от хлыстовых травм также была плохой, за неё модель получила 0 баллов.
Что касается защиты детей, то за защиту трёхлетнего ребёнка автомобиль получил максимальное число баллов, а вот за 18-месячного ребёнка в положении лицом вперёд было снято несколько баллов. Информация об отключенной фронтальной подушке безопасности, по мнению организации, была не совсем ясной для водителя. Также не было чёткого указания на наличие креплений для детских кресел Isofix. Пешеходов автомобиль защищает средне: бампер хорошо защищает ноги, но капот не обеспечивает достаточной защиты для головы. Что касается систем активной безопасности, то в базовой комплектации автомобиль оборудован ограничителем скорости и напоминанием о непристёгнутом ремне безопасности водителя. В качестве опций доступны ESC и напоминание о непристёгнутом ремне безопасности переднего пассажира.

## Обзоры и оценки
Российское издание «Авторевю» в 2009 году проводило сравнительный тест четырёх субкомпактвэнов: Citroën C3 Picasso, Nissan Note, Kia Soul и Honda Jazz. У французской модели отметили просторный и освещённый интерьер, однако раскритиковали эргономику, в частности, положение панели приборов. Задний ряд сидений был отмечен неудобным для рослых пассажиров. А вот багажник оказался самым просторным среди всех четырёх моделей, а багажная дверь открывается выше всех остальных. Во время теста на разгон C3 Picasso с двигателем 1,4 литра оказался слабоватым, также была отмечена тугая педаль газа и плохой механизм переключения. Тормозная педаль была отмечена слишком чуткой. Подвеска автомобиля оказалась самой мягкой среди протестированных машин. В лосином тесте модель развила скорость 86,1 км/ч — самый высокий результат. С тестом на управляемость C3 Picasso справился средне — всё из-за плохих реакций автомобиля на поворот руля. Итоговая оценка — 830 баллов и второе место (столько же баллов набрал Nissan Note, а на первом месте оказался Honda Jazz).
Другое российское издание — «Драйв», провело индивидуальный тест автомобиля. Дизайн, как и у многих других автомобилей Citroën, оказался сильной стороной модели. Также было отмечено хорошее остекление. Положение сидений и руля также оказалось неудобным для рослых людей: если отодвинуть сидения до конца назад — до руля невозможно будет достать. Также было раскритиковано отсутствие боковой поддержки. Руль обладает слишком маленьким ходом регулировки по вылету. У рычага КПП были выявлены «длинные ходы и невнятная фиксация». Задний диван был отмечен удобным, а багажник — просторным.
Что касается иностранных изданий, то британское издание «Auto Express» оценило автомобиль на 4 из 5, никаких комментариев касательно оценки дано не было. Издание «Autocar» оценило C3 Picasso на 3,5 из 5, из плюсов отметив дизайн и удобство при езде, а из минусов — плохую динамику и неудобное расположение водительского кресла (даже с учётом регулировок). Схожую оценку оставила редакция издания «Top Gear» — 7 из 10. Из плюсов были отмечены управляемость и дизайн, а из минусов — недостаток мест для вещей и бензиновые двигатели (по словам редакции «их следует избегать»). Журнал «Car» провёл самый масштабный тест — 6 месяцев за рулём C3 Picasso. Задний ряд сидений получил такую же оценку, как и у остальных — очень просторный. А вот материалы в салоне редакция не оценила — слишком некачественные. Двигатель объёмом 1,6 литра оказался лучше, чем менее мощный 1,4-литровый мотор, но, по словам редакции, ему не хватало шестой передачи. В целом модель была оценена положительно и даже вошла в топ-10 автомобилей года по версии этого журнала в 2009 году.

## Отзывные кампании
Модель с 2010 по 2021 год отзывалась несколько раз: в 2010 году — из-за возможности протекания топливных трубок и отсоединения крепления панорамной крыши, в мае 2011 года (касалось лишь праворульных моделей) — из-за неправильной работы тормозов при наличии в машине переднего пассажира и поломки двигателя, в 2012 году — из-за неправильной работы ABS с ESP и вновь из-за поломки двигателя, в 2014 году — из-за риска утечки топлива и несоответствия друг другу сварных швов стоек задних дверей, в 2016 году — из-за утечки масла, в 2019 году — из-за несоответствия выбросов NOx заявленным нормам, а в 2021 году — из-за неправильной работы вакуумной трубки тормозов.

### Отзыв 2011 года
Отзыв в мае 2011 года стал самым известным, поскольку основным поводом для него послужило расследование британской программы Watchdog (выходила с 1985 по 2019 год на телеканале BBC One). Касался он только праворульных моделей (24 091 автомобиль). Причиной этого отзыва стала неправильная работа тормозов: если в машине находился передний пассажир, то он случайно мог активировать тормозную систему. Всё из-за механизма сборки — хотя педальный узел и был перенесён направо, механизм остался и на стороне пассажира, в результате чего он мог поставить ноги туда, где механизм и активируется. Чуть позже программа провела дальнейшее расследование моделей Citroën, Peugeot и Renault, в результате чего выяснилось, что эта проблема существовала как минимум с 2002 года. Все три производителя провели совместное исследование с агентством Vehicle and Operator Services Agency (VOSA), в результате которого ни одна модель автомобиля не была признана подходящей для отзыва.

## Производство и продажи
Модель стала успешной в Европе — 477 тысяч проданных автомобилей. В Бразилии было продано 104 тысячи автомобилей, из которых большая часть — модели C3 Aircross. В России было продано около 8 тысяч автомобилей.
Реализация модели в некоторых странах Европы началась ещё в 2008 году. В 2009 году продажи официально запущены по всей Европе, производство на заводе в Словакии увеличилось до ≥850 единиц в день, чтобы не отставать от спроса. Citroën планировала продать от 90 000 до 100 000 единиц, но не смогла реализовать свои планы. Мировые продажи в 2010 году снизились на 3,2 %, производственные планы сократились примерно на 16 % в ожидании снижения продаж в 2011 году, возможно, вызванного европейской рецессией, так как Европа являлась крупнейшим рынком для данной модели. В 2011 году завод в Трнаве был закрыт с 28 октября по 18 ноября, поскольку производство вновь превысило спрос. Сама Citroën официально сообщила, что общий объём продаж упал на 13,3 % с 2010 года и объявила, что три завода PSA могут быть закрыты.
| Страна   | Страна   | Календарный год | Календарный год | Календарный год | Календарный год | Календарный год | Календарный год | Календарный год | Календарный год | Календарный год | Календарный год    | Календарный год    | Календарный год    | Календарный год    | Календарный год    | Итого   |
| 2008     | 2009     | 2010            | 2011            | 2012            | 2013            | 2014            | 2015            | 2016            | 2017            | 2018            | 2019               | 2020               | 2021               |                    |                    | Итого   |
| -------- | -------- | --------------- | --------------- | --------------- | --------------- | --------------- | --------------- | --------------- | --------------- | --------------- | ------------------ | ------------------ | ------------------ | ------------------ | ------------------ | ------- |
| Европа   | Европа   | 279             | 75 793          | 76 501          | 65 081          | 53 093          | 59 799          | 49 067          | 39 430          | 36 754          | 21 617             | 56                 | Продажи прекращены | Продажи прекращены | Продажи прекращены | 477 470 |
| Россия   | Россия   | -               | 536             | 2003            | 1820            | 2029            | 1127            | 648             | 50              | 18              | Продажи прекращены | Продажи прекращены | Продажи прекращены | Продажи прекращены | Продажи прекращены | 8231    |
| Бразилия | Picasso  | Не продавался   | Не продавался   | Не продавался   | 4702            | 9111            | 6582            | 3688            | 1335            | 14              | Продажи прекращены | Продажи прекращены | Продажи прекращены | Продажи прекращены | Продажи прекращены | 104 520 |
| Бразилия | Aircross | Не продавался   | Не продавался   | 4244            | 16 717          | 11 931          | 9358            | 7294            | 4664            | 7464            | 8316               | 5566               | 2806               | 679                | 49                 | 104 520 |